# Paus Gregorius X
Gregorius X, geboren als Tebaldo Visconti (Piacenza, 1210 - Arezzo, 10 januari 1276) was aartsdiaken van Luik voordat hij tot paus gekozen werd. Zijn pontificaat liep van 1271 tot 1276.
Na de dood van paus Clemens IV was de zetel van Petrus bijna drie jaar lang vacant geweest als gevolg van strijd tussen Franse en Italiaanse kardinalen. Uiteindelijk besloten de inwoners van Viterbo, waar het conclaaf bijeen was, de kardinalen op te sluiten en op water en brood te zetten, totdat zij een paus gekozen zouden hebben. Als compromiskandidaat werd de Luikse aartsdiaken van Italiaanse afkomst Tebaldo Visconti op 1 september 1271 gekozen in het Petrusambt. Hij was op dat moment druk bezig met zijn deelname aan de Negende Kruistocht en verbleef in Akko, waar hem het bericht van zijn nieuwe taak bereikte. Omdat de keus was gevallen op een diaken, werd hij na zijn aankomst in Rome op 13 maart eerst tot priester gewijd (19 maart). Op 27 maart 1272 werd hij als paus Gregorius X geïntroniseerd.
Gregorius X riep al in maart 1272 een algemeen concilie bijeen, dat op 1 mei 1274 plaatshad in Lyon en de geschiedenis inging als het Tweede concilie van Lyon. Belangrijkste doelstelling van het concilie was de organisatie van een nieuwe kruistocht, maar ondanks toezeggingen van verschillende vorsten (waaronder de koningen van Sicilië, Frankrijk en Engeland) bleven het enthousiasme en de financiële armslag te beperkt. Op het Tweede concilie van Lyon kwam het daarnaast op initiatief van keizer Michael VIII van Byzantium tot een einde van het Grote Schisma van 1054. Dit akkoord werd reeds in 1282 herroepen door Michaëls zoon Andronikos II Palaiologos. Tot slot werd de procedure voor een pauskeuze vastgelegd, die tot paus Paulus VI (1963-1978) ongewijzigd bleef.
Met het oog op de te organiseren kruistocht zette Gregorius X zich in voor een einde van de strijd tussen de Ghibellijnen en de Welfen. Tussen 1254 en 1273 beschikte het Heilige Roomse Rijk weliswaar formeel over een keizer, maar deze oefende nauwelijks bestuur uit wegens gebrek aan autoriteit. Paus Gregorius X dreigde nu zelf een keizer te benoemen, als de keurvorsten niet in staat zouden blijken om een daadkrachtige keizer te kiezen. Vervolgens werd op 1 oktober 1273 Rudolf van Habsburg in Frankfurt verkozen en eind oktober in Aken gekroond. Rudolf I en Gregorius X ontmoetten elkaar daarop in 1275 in Lausanne en zij besloten dat Rudolf de keizerskroon op 2 februari 1276 zou worden opgezet. Omdat Gregorius X op 10 januari 1276 stierf, kwam daarvan niets meer terecht. Gregorius X werd in de dom San Donato van Arezzo, waar hij overleden was, begraven.
In 1272 verkondigde Gregorius X een aantal maatregelen jegens joden, waaronder de verklaring dat joden het petitierecht hadden. Gregorius X bevestigde dat het dopen van joden tegen hun wil niet geoorloofd was, en geweld nog minder. In conflicten zouden getuigenissen van christenen tegen joden niet geldig zijn, indien niet ten minste een jood die getuigenissen zou beamen. Sinds het begin van de kruistochten was geweld en verdrijving van joden een toenemend verschijnsel in Europa geworden.
Paus Gregorius X wordt vereerd als zalige. Zijn feestdag valt op 9 januari (vroeger 10 januari).